# 周光辅
周光辅（903年—937年），前晋蕃汉马步总管、幽州卢龙军节度使周德威长子。十岁补幽州中军兵马使，有成人之志，周德威委托以牙军，他的麾下都由他决策。长大后，体貌魁伟，熟悉戎事。天祐十五年（918年）周德威战死后，他被授岚州刺史，随晋王李存勖即后唐庄宗平定后梁，迁检校尚书左仆射、汝州防御使，赐号协谋定乱功臣。天成初年，调任汾州刺史。四年（929年），入为右监门卫大将军。长兴、清泰年间，历任陈、怀二州刺史，清泰元年（934年）七月从恩例进爵增食邑。后又任磁州刺史，加检校司徒。后晋高祖即位，授蔡州刺史，一年多后卒于任上，赠太保。
周光辅作为功臣之子，历任数州刺史皆无滥政，最后善终于任上，虽然寿命不长，但也可嘉。

## 延伸阅读
[在维基数据编辑]
 《舊五代史/卷91》，出自薛居正《舊五代史》